# World Gone Mad
World Gone Mad is een single van de Britse band Bastille. Het nummer verscheen op de soundtrack voor de film Bright uit 2017. Op 10 november van dat jaar werd het nummer uitgebracht als de eerste single van het album.

## Achtergrond
World Gone Mad is geschreven door zanger Dan Smith en geproduceerd door Smith en Mark Crew. In het nummer, geschreven voor de Netflix-film Bright, geeft Smith kritiek op de maatschappij en hoe deze veranderd is sinds de uitgave van het laatste album van de band, Wild World uit 2016. Smith gaf in een interview een voorbeeld van het optreden van de band op het festival Rock am Ring, dat vanwege een terroristische dreiging een aantal dagen werd verplaatst: "Dit is echt, het maakt niet uit in welk land je woont of waar je mee bezig bent, het kan je raken. En dat is wat het zo ontzettend beangstigend en shockerend maakt."
In een interview met het radiostation Beats 1 vertelde Smith dat het schrijven van het nummer een makkelijk proces was, aangezien hij een idee dat hij al had omvormde tot een nummer voor de film. Hij vertelde hierover: "Wanneer je iets inlevert of verstuurt is er vaak een vertraging, en als creatief persoon kan het vernietigend zijn als je binnen een dag niets hoort. En letterlijk tien minuten later kreeg ik een telefoontje en iedereen vond het goed en wilde dat het een single werd. Het is een van de meest bevredigende ervaringen die ik ooit gehad heb."
World Gone Mad werd als single uitgebracht en kende enige successen. In het Verenigd Koninkrijk kwam het nummer tot plaats 66 in de hitlijsten. In Nederland werd in de Top 40 de 27ste positie behaald, maar de Single Top 100 werd niet gehaald. In Vlaanderen haalde het nummer plaats 36 in de Ultratop 50.

## Muziekvideo
Op 9 november werd er een muziekvideo op YouTube geplaatst voor dit nummer. Dit duurt 3 minuten en 40 seconden. De hoofdrolspeler is Dan Smith, maar het start met een conversatie tussen Will Smith en Joel Edgerton.

## Hitnoteringen

### Nederlandse Top 40
| Hitnotering: 09-12-2017 t/m 03-02-2018 | Hitnotering: 09-12-2017 t/m 03-02-2018 | Hitnotering: 09-12-2017 t/m 03-02-2018 | Hitnotering: 09-12-2017 t/m 03-02-2018 | Hitnotering: 09-12-2017 t/m 03-02-2018 | Hitnotering: 09-12-2017 t/m 03-02-2018 | Hitnotering: 09-12-2017 t/m 03-02-2018 | Hitnotering: 09-12-2017 t/m 03-02-2018 | Hitnotering: 09-12-2017 t/m 03-02-2018 | Hitnotering: 09-12-2017 t/m 03-02-2018 | Hitnotering: 09-12-2017 t/m 03-02-2018 |
| Week                                   | 1                                      | 2                                      | 3                                      | 4                                      | 5                                      | 6                                      | 7                                      | 8                                      | 9                                      |                                        |
| -------------------------------------- | -------------------------------------- | -------------------------------------- | -------------------------------------- | -------------------------------------- | -------------------------------------- | -------------------------------------- | -------------------------------------- | -------------------------------------- | -------------------------------------- | -------------------------------------- |
| Positie                                | 32                                     | 29                                     | 27                                     | 32                                     | 31                                     | 35                                     | 36                                     | 38                                     | 40                                     | uit                                    |

### NPO Radio 2 Top 2000
| Nummer met noteringen in de NPO Radio 2 Top 2000 | '18  | '19  |
| ------------------------------------------------ | ---- | ---- |
| World Gone Mad                                   | 1484 | 1777 |

1. ↑  Een vetgedrukt getal geeft de hoogste notering aan.
2. ↑  2018 was het eerste jaar met een notering voor dit nummer.
3. ↑  Deze tabel is bijgewerkt tot en met de laatste editie (2024).